# John Kirwan
John Henry Kirwan (overleden Londen, 9 januari 1959) was een Ierse voetballer en coach. Hij was de eerste coach in de geschiedenis van Ajax.
Jack Kirwan begon als Gaelic voetballer in Ierland. Als voetballer werd hij ontdekt door de scouts van het Engelse Everton. Later speelde Jack Kirwan voor Tottenham Hotspur en Chelsea. Met Tottenham Hotspur won hij in het seizoen 1900-1901 de FA Cup. Op 32-jarige leeftijd vertrok hij naar Amsterdam waar hij de eerste coach werd van Ajax. Hij bleef er vijf jaar, van 1910 tot 1915. Na het uitbreken van de Eerste Wereldoorlog keerde hij terug naar Londen. Later was hij nog een periode actief als coach van het Italiaanse Livorno Calcio, in 1923 en 1924.

## Geboortegegevens
Door persoonsverwisselingen met min of meer gelijknamige personen is er veel onduidelijk rond Kirwans geboorte. Genoemd worden de jaartallen 1872, 1878 en 1879. Voor zijn geboorteplaats worden Waterford, Dublin en County Wicklow gegeven.